# Biagio Marini
Biagio Marini (Brescia, 3 febbraio 1594 – Venezia, 17 novembre 1663) è stato un violinista e compositore italiano.

## Biografia
La data di nascita, che confligge con altri documenti, è stata determinata con esattezza grazie al ritrovamento dell'atto di battesimo. Marini nacque da famiglia probabilmente agiata, in quanto possedeva alcuni beni immobili a Brescia. Nulla si sa della sua formazione musicale; si ipotizza un discepolato presso lo zio Giacinto Bondioli, priore presso il convento di S. Domenico a Venezia e compositore; Marini ne pubblicò una canzone strumentale all'interno della propria prima raccolta di composizioni, gli Affetti musicali del 1617.
Nel 1613, era stato nominato maestro di cappella della Basilica di San Marco a Venezia Claudio Monteverdi, il quale immediatamente richiese l'aumento del numero dei musicisti fissi in forza alla cappella. Marini vi prestò servizio come violinista dal 1615 al 1618, per poi tornare a Brescia come maestro di cappella a Santa Eufemia e direttore musicale dell'Accademia degli Erranti; il 30 gennaio 1621 fu assunto come violinista sia alla corte dei Farnese a Parma sia nell'oratorio di Santa Maria della Steccata. Nelle due istituzioni parmigiane operò sino ai primi mesi del 1623. Dal 1623 al 1649 fu maestro di cappella presso la corte bavarese dei Wittelsbach a Neuburg an der Donau.
Si ha notizia di suoi soggiorni a Brussel (1624), Milano (1631–2), Bergamo (1632), Düsseldorf (nel 1640 e nel 1644–5), Brescia e probabilmente Venezia. Tornò a Milano nel 1649, come maestro di cappella a Santa Maria della Scala, quindi lavorò a Ferrara e Venezia nel 1651–3, ancora a Milano nel 1654, a Vicenza nel 1655-6 per stabilirsi in seguito definitivamente a Venezia. Si sposò tre volte ed un documento del 1641 menziona 5 figli; nel suo atto di morte si parla di un'età di 76 anni.

## Produzione musicale
Nonostante sia celebre soprattutto per la sua produzione di musica strumentale, solo tre delle 15 pubblicazioni giunte fino a noi comprendono esclusivamente brani strumentali: l'opera I del 1617, intitolata Affetti Musicali, l'opera VIII (1626) e l'opera XXII, pubblicata nel 1655. Pur essendo tre raccolte di qualità straordinaria, queste presentano un carattere molto diverso l'una dall'altra, rappresentando tre periodi diversi della vita e della maturità artistica del compositore. 
La prima, pubblicata all'età di 20 anni nel periodo in cui lavorava come violinista a Venezia, comprende canzoni, sinfonie, sonate, arie e balli generalmente brevi ma ben strutturati, nei quali si riconosce il debito d'ispirazione alle composizioni di alcuni già affermati colleghi, come Salomone Rossi; tuttavia, come ci suggerisce il titolo dell'opera, vi è un interesse specifico ad una scrittura fortemente espressiva. Tra i brani, vale la pena di ricordare almeno l'ampia sonata La Foscarina, per due violini o cornetti e trombone o fagotto; in essa, chiaramente ispirata allo stile vocale più avanzato, sentiamo grandi tensioni armoniche, repentini capovolgimenti di affetto, una nuova libertà formale, tutti elementi di una "modernità" che apre la strada alle migliori produzioni di Dario Castello.
Dell'Opera VIII vale la pena di riportare l'intero titolo del frontespizio, assai eloquente sul contenuto: Sonate, Symphonie, Canzoni, Pass'emezzi, Baletti, Corenti, Gagliarde, & Retornelli, A 1.2.3.4.5. & 6. Voci, Per ogni sorte d'Istrumenti. Un Capriccio per Sonar due Violini Quattro parti, Un Ecco per tre Violini & alcune Sonate Capriciose per Sonar due e tre parti con il Violino Solo, con altre curiose & moderne inventioni. Nel 1629, nonostante la pubblicazione sia stata effettuata per i tipi di Bartolomeo Magni a Venezia, egli si trovava a Neuburg an der Donau. La raccolta contiene oltre 60 brani, ed una larghissima varietà di generi diversi: dalle più arcaicizzanti canzoni, destinate ad un organico ampio, da 4 a 6 voci, a volte divisi in due cori, nelle quali prevalgono gli effetti di massa, ai Ritornelli o Sinfonie (brevi brani usati per introdurre opere vocali da chiesa o da camera), alle danze, alle variazioni su basso ostinato, dai Capricci, nei quali si esprimono le soluzioni più sperimentali (curiose e moderne inventioni), alle sonate, per uno o due strumenti e basso continuo, nelle quali si esprime al meglio quella felice sintesi di curiosità e di sapienza compositiva che avvicina i brani strumentali di Marini al mottetto solistico monteverdiano.
Tra le novità introdotte da Marini nell'op. VIII, si devono ricordare alcune che riguardano lo sviluppo della tecnica violinistica: per la prima volta troviamo un'ampia e consapevole tecnica polifonica (le doppie corde, che diventano anche triple in un brano (in cui le corde vengono posizionate in maniera da avvicinarle tra loro per essere suonate contemporaneamente, in imitazione della lira), la scordatura, l'uso del tutto nuovo di passaggi rapidi e virtuosi anche nel registro basso, particolarmente ardui in considerazione delle grosse corde di budello nudo che venivano utilizzate all'epoca. Inoltre, tra le particolarità di quest'opera si deve annoverare vari altri aspetti: la prima apparizione di un brano d'insieme con organo concertante; a fronte di una più decisa tendenza verso la tonalità  una sonata senza Cadenza (in cui la cadenza perfetta che caratterizza ogni finale di frase musicale nell'armonia tonale viene sistematicamente evitata) ed un brano in eco, che si configura come un audace sonata per violino e basso continuo nel quale altri due violini giocano effetti di eco multiplo, come succede, ad esempio, nel Magnificat dal Vespro della Beata Vergine del 1610 di Claudio Monteverdi. 
Si trovò ad operare agli inizi della mai cessata fortuna del violino e rappresentò al meglio la scuola dell'Italia settentrionale, mentre cominciavano a fiorire altre scuole a Napoli, Roma e Bologna.
Delle sue opere vocali vale la pena ricordare le Lacrime di Erminia, risalente al 1623 che pur nello stile recitativo costituiscono un significativo contributo alla storia delle cantate. Il testo poetico fu tratto da: Il Teatro Poetico del S. Cavalier Guido Casoni. In Trevigi, 1619 (Le Lagrime d'Erminia,  p.7-9).

## Composizioni
- Affetti musicali Op. I  (Venezia, 1617).
- Madrigali e symfonie a 1, 2, 3, 4, 5 Op. II  (ivi, 1618).
- Arie, madrigali e corenti a 1, 2 e 3 Op. III  (ivi, 1620).
- Scherzi e canzonette a 1 e 2 voci Op. V  (Parma, 1622).
- Le lagrime d'Erminia in stile recitativo Op. VI  (ivi, 1623).
- Concerti a 4, 5 e 6 voci e strumenti Op. VII  (Venezia, 1624).
- Sonate, sinfonie, canzoni, passemezzi, balletti, corenti, gagliarde e retornelli a 1, 2, 3, 4, 5 e 6 voci Op. VIII  (ivi, 1629).
- Madrigaletti a una, due, tre e quattro voci con alcune villanelle nella chitariglia spagnola, chitarrone o altro simile strumento Op. IX  (ivi, 1635).
- Composizioni varie per musica di camera Op. XIII  (Milano, 1641).
- Corona melodica ex diversis sacrae musicae floribus concinnata Op. XV  (Anversa, 1644).
- Concerto terzo delle musiche da camera a 3, 4, 5 e 6 voci Op. XVI  (Milano, 1649).
- Salmi per tutte le solennità dell'anno concertati nel moderno stile a 1, 2 e 3 voci con violini e senza, Libro primo Op. XVIII  (Venezia, 1653).
- Vespri per tutte le festività dell'anno a quattro voci da cantarsi a cappella e nell'organo, Libro secondo Op. XX  (ivi, 1654).
- Lacrime di Davide sparse nel Miserere concertato in diversi modi a 2, 3 e 4 voci Op. XXI  (ivi, 1655).
- Diversi generi di sonate, da chiesa e da camera a 2, 3 e 4, Libro Terzo Op. XXII  (ivi, 1655).
- Le Op. IV, X, XI, XII, XIV, XVII e XIX sono da considerarsi perdute.